# Horace Stoute
Horace Stoute (ur. 29 maja 1971) – barbadoski piłkarz, grający na pozycji bramkarza, reprezentant kraju.

## Kariera
Grał barbadoskim w klubie Lambada F.C. W latach 1995–1997 był zawodnikiem szkockiego Livingston F.C., w którym rozegrał 15 ligowych meczów i z którym w sezonie 1995/1996 awansował do Second Division. Na dalszym etapie kariery grał w klubach z Barbadosu: Haynesville United i Ellerton United.
W latach 1992–2003 grał w reprezentacji.